# Eugenia choapamensis
Eugenia choapamensis är en myrtenväxtart som beskrevs av Paul Carpenter Standley. Eugenia choapamensis ingår i släktet Eugenia och familjen myrtenväxter. Inga underarter finns listade i Catalogue of Life.